# (4730) Xingmingzhou
(4730) Xingmingzhou (1980 XZ) – planetoida z grupy pasa głównego asteroid okrążająca Słońce w ciągu 5,52 lat w średniej odległości 3,12 j.a. Odkryta 7 grudnia 1980 roku.